# Gagauzia al Turkvision Song Contest
La Gagauzia ha partecipato a tutte le edizioni del Turkvision Song Contest a partire dal debutto del concorso nel 2013. La rete che cura le varie partecipazioni è la GRT Televisione.

## Partecipazioni
- Primo posto
- Secondo posto
- Terzo posto
- Ultimo posto

| Anno | Artista          | Canzone          | Posizione           | Punti               | Note                |
| ---- | ---------------- | ---------------- | ------------------- | ------------------- | ------------------- |
| 2013 | Lüdmila Tukan    | "Vernis' lyubov" | -                   | -                   | [ 1 ]               |
| 2014 | Maria Topal      | "Aaladim"        | -                   | -                   | [ 1 ]               |
| 2015 | Valentin Ormanji | "Sev Beni Sev"   | 10                  | 154                 |                     |
| 2017 | Yulia Arnaut     | Kemençä          | Edizione cancellata | Edizione cancellata | Edizione cancellata |
| 2020 | Yulia Arnaut     | Kemençä          | 10                  | 185                 |                     |